# Liste der Kardinaldiakone von Sant’Adriano al Foro
In dieser Liste werden die Kardinaldiakone von Sant’Adriano al Foro (lateinisch Diaconia Sancti Hadriani in Foro), einer ehemaligen Titeldiakonie von Sant’Adriano am Forum Romanum, aufgeführt.

## Kardinaldiakone
- Guglielmo Pietro le Clerc (1062–1072)
- Paolo Boschetti (oder Boschettus) (1072–1073)
- San Berardo dei Marsi (1099–circa 1100)
- Pietro, OSB (circa 1100–1122)
- Matteo (1122–circa 1126)
- Pietro Ottavio (1127–1130)
- Guido (1130–1138)
- Ubaldo (?) (1138–1141 oder 1144?)
- Gilberto (1141–1143)
- Giovanni Paparoni (oder Paparo, oder Paperone) (1143–1151)
- Alberto Sartori di Morra (Papst Gregor VIII.), OSB (1155–1158)
- Cinzio Papareschi (oder di Guidoni Papareschi) (1158–1178)
- Rainier le Grand (1178–1182)
- Gerardo Allucingoli † (1182–1204 verstorben)[1]
- Angelo † (1212–1214 verstorben)
- Stefano de Normandis dei Conti † (1216–1228 ernannt zum Kardinalpriester von Santa Maria in Trastevere)
- Goffredo Castiglioni † (28. Mai 1244 – circa 1245 verstorben)
- Ottobono Fieschi † (Dezember 1251–11. Juli 1276 zum Papst gewählt)
- Napoleone Orsini † (Mai 1288–23. März 1342 verstorben)
- Rinaldo Orsini † (17. Dezember 1350–6. Juni 1374 verstorben)
- Gentile da Sangro † (18. September 1378 – circa 1385)
- Ludovico Fieschi † (circa 1385–3. April 1423 verstorben)
  - Bonifacio Ammanati † (21. Dezember 1397–19. Juli 1399 verstorben)[2]
- Hugues de Lusignan † (24. Mai 1426–14. März 1431 ernannt zum Kardinalpriester von San Clemente)
  - vakant (1431–1473)
- Stefano Nardini † (7. Mai 1473–1476 ernannt zum Kardinalpriester von Santa Maria in Trastevere)
- Giovanni d’Aragona † (10. Dezember 1477–10. September 1483 ernannt zum Kardinalpriester von Santa Sabina)
  - vakant (1483–1485)
  - Giovanni Conti † (1485–1489) (in commendam)[3]
- Pierre d’Aubusson, O.S.Io.Hieros. † (9. März 1489–3. Juli 1503 verstorben)
- François Guillaume de Castelnau-Clermont-Ludève † (6. Dezember 1503–2. Mai 1509 ernannt zum Kardinalpriester von Santo Stefano al Monte Celio)
- Bandinello Sauli † (17. März 1511–24. Oktober 1511 ernannt zum Kardinalpriester von Santa Sabina)
- Agostino Trivulzio † (6. Juli 1517–30. März 1548 verstorben)[4]
- Jean du Bellay, titolo pro illa vice † (9. April 1548–25. Februar 1549 ernannt zum Kardinalpriester von San Crisogono)
- Odet de Coligny de Châtillon † (25. Februar 1549–31. März 1563 demissioniert)
- Innico d’Avalos d’Aragona, O.S.Iacobis † (30. Juli 1563–3. März 1567 ernannt zum Kardinalpriester von San Lorenzo in Lucina)
- Fulvio Giulio della Corgna, O.S.Io.Hieros. † (3. März 1567–5. Mai 1574 ernannt zum Kardinalbischof von Albano)
- Prospero Santacroce † (5. Mai 1574–4. März 1583 ernannt zum Kardinalpriester von San Clemente)
- Andreas Báthory † (23. Juli 1584–7. Januar 1587 ernannt zum Kardinaldiakon von Sant’Angelo in Pescheria)
- Girolamo Mattei † (14. Januar 1587–20. April 1587 ernannt zum Kardinaldiakon von Sant’Agata dei Goti)
- Agostino Cusani † (9. Januar 1589–14. Januar 1591 ernannt zum Kardinalpriester von San Lorenzo in Panisperna)
- Odoardo Farnese † (20. November 1591–12. Juni 1595 ?)
- Francesco Mantica † (21. Juni 1596–24. Januar 1597 ernannt zum Kardinalpriester von San Tommaso in Parione)
- Giovanni Battista Deti † (17. März 1599–15. Dezember 1599 ernannt zum Kardinaldiakon von Santa Maria in Cosmedin)
- Alessandro d’Este † (17. April 1600–15. November 1600 ernannt zum Kardinaldiakon von Santa Maria Nuova)
  - vakant (1600–1605)
- Giovanni Doria † (5. Dezember 1605–2. Oktober 1623 ernannt zum Kardinalpriester von San Pietro in Montorio)
- Louis de Nogaret de La Valette d’Épernon † (20. November 1623–27. September 1639 verstorben)
  - vakant (1639–1644)
- Achille d’Estampes de Valençay, O.S.Io.Hieros. † (2. Mai 1644–27. Juni 1646 verstorben)
- Francesco Maidalchini † (16. Dezember 1647–5. Mai 1653 ernannt zum Kardinaldiakon von San Pancrazio)
- Decio Azzolino juniore † (23. März 1654–12. März 1668 ernannt zum Kardinaldiakon von Sant’Eustachio)
- Carlo Cerri † (19. Mai 1670–14. Mai 1690 verstorben)
- Gianfrancesco Albani † (22. Mai 1690–30. März 1700 ernannt zum Kardinalpriester von San Silvestro in Capite)
  - vakant (1700–1706)
- Pietro Priuli † (25. Juni 1706–6. Mai 1720 ernannt zum Kardinalpriester von San Marco)
- Alessandro Albani † (24. September 1721–23. September 1722 ernannt zum Kardinaldiakon von Santa Maria in Cosmedin)
- Giulio Alberoni † (12. Juni 1724–20. September 1728 ernannt zum Kardinalpriester von San Crisogono)
- Neri Maria Corsini † (8. Januar 1731–6. Mai 1737 ernannt zum Kardinaldiakon von Sant’Eustachio)
- Marcellino Corio † (30. September 1739–20. Februar 1742 verstorben)
- Girolamo de Bardi † (23. September 1743–28. Mai 1753 ernannt zum Kardinalpriester von Santa Maria degli Angeli)
- Giovanni Francesco Banchieri † (10. Dezember 1753–18. Oktober 1763 verstorben)
- Enea Silvio Piccolomini † (1. Dezember 1766–18. November 1768 verstorben)
  - vakant (1768–1785)
- Carlo Livizzani Forni † (11. April 1785–21. Februar 1794 ernannt zum Kardinalpriester von San Silvestro in Capite)
  - vakant (1795–1803)
- Luigi Gazzoli † (11. Juli 1803–23. Juni 1809 verstorben)
  - vakant (1809–1817)
- Lorenzo Prospero Bottini † (1. Oktober 1817–11. August 1818 verstorben)
- Cesare Guerrieri Gonzaga † (27. September 1819–5. Februar 1832 verstorben)
  - vakant (1832–1838)
- Giuseppe Ugolini † (13. September 1838–17. Dezember 1855 ernannt zum Kardinaldiakon von Santa Maria in Cosmedin)
  - vakant (1855–1886)
- Camillo Mazzella, S.I. † (7. Juni 1886–22. Juni 1896 ernannt zum Kardinalpriester von Santa Maria in Traspontina)
- José de Calasanz Félix Santiago Vives y Tutó, O.F.M.Capp. † (22. Juni 1899–7. September 1913 verstorben)
  - vakant (1913–1923)
- Evaristo Lucidi † (20. Dezember 1923–31. März 1929 verstorben)
  - vakant (1929–1946)
- Titel auf San Paolo alla Regola übertragen.

## Bemerkungen
1. ↑  Letztmals am 19. April 1204 erwähnt (cfr. Eubel, Band I, S. 4).
2. ↑  Pseudokardinal von Gegenpapst Benedikt XIII.
3. ↑  Kardinal Giovanni Conti (1414–1493) war zuvor Kardinaldiakon von Santi Nereo e Achilleo
4. ↑  Am 17. August 1537 wechselte er zur Titeldiakonie Sant’Eustachio und wechselte am 6. September 1537 zurück. Dazwischen hielt er die Diakonie in commenda.